# Hippoporidra littoralis
Hippoporidra littoralis is een mosdiertjessoort uit de familie van de Hippoporidridae. De wetenschappelijke naam van de soort is voor het eerst geldig gepubliceerd in 1964 door Cook.